# Lithobius sketi
Lithobius sketi är en mångfotingart som beskrevs av Matic och Darabantu 1968. Lithobius sketi ingår i släktet Lithobius och familjen stenkrypare.
Artens utbredningsområde är Bosnien. Inga underarter finns listade i Catalogue of Life.